# 皮乌拉大区
皮乌拉大区位于秘鲁北部，北临南美洲国家厄瓜多尔，东临太平洋。皮乌拉一词源于克丘亚语，意为“供给基地”。
皮乌拉大区总面积3.5万平方公里，2005年人口总计1630772。该地区管辖的分为8个省64个区。皮乌拉是大区的首府，皮乌拉省是境内的一个省份。